# Правило Матиссена
Правило Матиссена — электрическое сопротивление реального металла равно сумме идеального и остаточного сопротивлений. Идеальным сопротивлением называется электрическое сопротивление идеального кристалла. Остаточным сопротивлением называется электрическое сопротивление реального кристалла при абсолютном нуле температуры, вызванное столкновениями электронов с нарушениями периодичности кристаллической решетки металла.

## Объяснение
Вероятность столкновения электрона в кристаллической решетке с одним из препятствий равна {\displaystyle W=W_{ost}+W_{id}}.
Так как вероятность столкновения обратно пропорциональна длине свободного пробега {\displaystyle W={\frac {1}{L}}}, получаем {\displaystyle {\frac {1}{L}}={\frac {1}{L_{ost}}}+{\frac {1}{L_{id}}}}. Так как удельная электропроводность {\displaystyle \sigma } пропорциональна длине пробега {\displaystyle L}, а сопротивление {\displaystyle \rho ={\frac {1}{\sigma }}}, отсюда следует правило Матиссена: {\displaystyle \rho =\rho _{ost}+\rho _{id}}.